# Poul Erik Magnussen
Poul Erik Magnussen (født 23. april 1949) er en dansk journalist. 
Han arbejdede fra 1969-1973 på aviserne Ny Dag, Sønderjyden, Sjællands Posten, Aktuelt og Kristeligt Dagblad. Fra 1973-2000 var han ansat på Danmarks Radio, herunder Radioavisen, TVs Kulturafdeling, TV-avisen, og var EU-korrespondent i Bruxelles. 
Poul Erik Magnussen har især beskæftiget sig med dansk og europæisk politik. Han er desuden forhenværende medlem af Radiorådet, Programudvalget, Danmarks Radios bestyrelse (1987-95), samt medlem af Den 2. Mediekommission (Statsministerens medieudvalg) 1994-96.
Fra 2000-2011 var han ved Skov og Naturstyrelsen under Miljøministeriet, som chef for bl.a. naturområdet, friluftsliv, information- og presse.
I dag har Poul Erik Magnussen en blog.
 Der er for få eller ingen kildehenvisninger i denne artikel, hvilket er et problem. Du kan hjælpe ved at angive troværdige kilder til de påstande, som fremføres i artiklen.